# Дилецький Микола Павлович

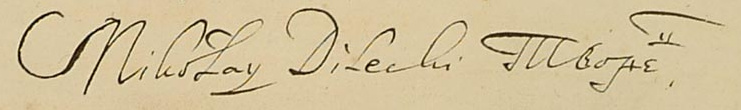
Автограф М. Дилецького

Мико́ла Па́влович Диле́цький (бл. 1630, Київ — бл. 1690, Москва) — український музичний теоретик, композитор. Автор праці «Мусикийская граматика» (1675), що викладає основи партесного співу.

## Біографічні дані
Народився у Києві близько 1630 року (біографічні дати Дилецького можна встановити тільки приблизно). Здобув освіту у Віленській єзуїтській академії, його музичними вчителями, ймовірно були українські музиканти Микола Замаревич та Мартин Мельчевський. Як регент і вчитель церковного співу Дилецький працював у Вільні, Смоленську і, з 1670-х років — у Москві. Ймовірно, був регентом московського хору Григорія Строганова, адже московську редакцію своєї «Граматики» він присвятив «Во благородных благородному, во именитых именитому господину своему Гр. Дм. Строганову».

## Творчість

Фрагмент партитури Дилецького

Як композитор Дилецький мало відомий. Проте його твори, видані у 1981 році видавництвом «Музична Україна» свідчать про те, що Микола Дилецький був одним з найвидатніших творців партесної музики.  Як у власних творах, так і підручниках користувався київською нотацією.  С. В. Смоленський вважає Дилецького творцем цілої школи мистецтва співу західного напряму. І дійсно, як теоретик й педагог Дилецький створив школу, з якої вийшов ряд визначних композиторів кінця XVII і початку XVIII століття.

## «Грамматика пѢнія мусикийского»

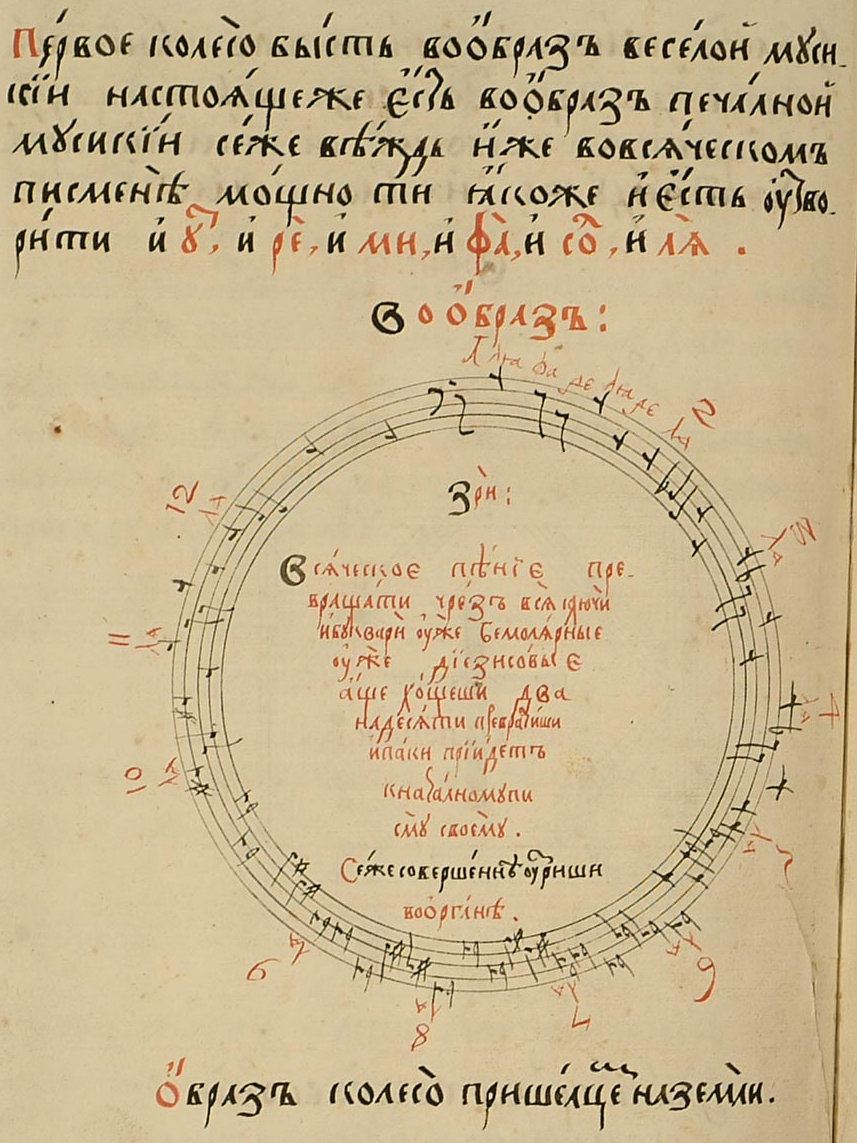
Квінтове коло в «Мусікійській граматиці» М. Дилецького московського видання, 1679

Найвизначнішим музикознавчим твором Миколи Дилецького вважається «Грамматика пѢнія мусикийского» (повна назва: «Грамматіка мусикійского пѢнія или извѢстная правила пѢния в слозѢ мусікійскомъ, в них же обрѢтаются шесть частей или раздѢлений»), вперше видана у Вільні (це видання досі не знайдено), 1677 року переписана у Смоленську і 1679 року — у Москві. Українські вчені вважають, що початково робота написана книжною українською мовою, проте пізніше задля поширення цієї роботи автор зробив ряд перекладів на російську мову (факсимільне видання одного з рукописів було видано 1979 року у Москві В. Протопоповим).
У 1723 році «Граматику» було переписано також у Санкт-Петербурзі (дату і місце зазначено на титульній сторінці), проте походження цього рукопису, що зберігається зараз у Львові, остаточно не з'ясоване. Факсимільне видання цього т. зв. «львівського» рукопису із транскрипцією і словником було видано 1970 року у Києві (вид.-во «Музична Україна») під назвою «Граматика музикальна» (упорядник Олександра Цалай-Якименко).
Перше друковане видання «Грамматики» було здійснено лише у 1910 році.
«Грамматика» Дилецького стала першим з музично-теоретичних трактатів, які докладно пояснили технічну суть лінійної, нотної системи, партесного співу і партесної композиції. В цій праці Дилецький виступив на захист «вільних» прийомів композиції, розглядаючи музику, як мистецтво творчо живе, емоційно визначне. «Граматика» по суті була також і першою працею, що узагальнила музично-теоретичні знання, доти засвоювані переважно через усну традицію. Встановлена ним термінологія надовго утвердилася в теоретичній, педагогічній практиці шкіл і композиторів і мала величезне практичне значення та сприяла плідній діяльності багатьох співаків і регентів другої половини XVII й початку XVIII століття.
«Грамматика пѢнія мусикийского» вважається першим із збережених наукових творів, у яких описано Квінтове коло.